# Anton Summer
Anton Summer (* 23. November 1967 in Wien) ist ein ehemaliger österreichischer Judoka. Er kämpfte für den JC Manner und nahm 1992 an den Olympischen Sommerspielen in Barcelona teil. Bei den Judo-Europameisterschaften 1992 in Paris belegte er den 5. Platz.
1989 gewann er bei der Militärweltmeisterschaft in Rio de Janeiro die Silbermedaille. Bei der Militärweltmeisterschaft 1990 in Dakar erkämpfte er Bronze.
Summer kämpfte für den JC Klosterneuburg in der österreichischen Judo-Bundesliga.
Summer arbeitet als Trainer im Leistungszentrum Südstadt.

## Erfolge
Folgende Erfolge konnte Summer jeweils in der 78-kg-Gewichtsklasse erreichen:
- 1. Rang österreichischer Meister 1991[2]
- 2. Rang Polish Open Warschau 1992
- 2. Rang Militärweltmeisterschaften Rio de Janeiro 1989
- 3. Rang Militärweltmeisterschaften Dakar 1990